# 180-talet f.Kr.

## Händelser
- 188 f.Kr. – Freden i Apameia.

## Födda
- 189 f.Kr. – Publius Scipio Aemilianus, romersk fältherre som förstörde staden Karthago.

## Avlidna
- 183 f.Kr. - Den store kartagiske fältherren Hannibal (f. 247 f.Kr.), begår självmord vid Prusia I:s av Bithynen hov.